# パトリオット・エクスプレス
パトリオット・エクスプレス（英語: Patriot Express）とは、アメリカ軍のチャーター便である。運用者は航空機動軍団。

## 概要
アメリカ合衆国本土から、世界各国のアメリカ軍基地および周辺の飛行場を結ぶチャーター便。軍用とはいえ、軍人・軍属・家族などの移動用のため、民間機を借り上げて運用される。乗客はマイレージサービス対象外。

## 日本に飛来するパトリオット・エクスプレス
アメリカ本土から在日米軍基地に、マクドネル・ダグラス DC-10型機やMD-11型機、ボーイング747型機などで飛来する。2009年4月よりワールド・エアウェイズが受注していたが、2014年3月27日付で経営破綻となり消滅した。
基本運航スケジュールは、木曜日朝にシアトル・タコマ国際空港を出発、金曜日朝に横田飛行場に到着後、同日中に岩国飛行場経由で嘉手納基地到着、金曜日は夜間駐機して嘉手納からは、翌土曜日朝に折り返し出発し、岩国・横田経由でシアトルに到着するが、運航によっては三沢飛行場や在韓米軍基地など、他のアメリカインド太平洋軍基地に寄港することもある。
この便を利用して来日・離日する場合は、日米地位協定第9条第2項により、日本法「出入国管理及び難民認定法」に基づく法務省の出入国審査は出来ないので、必然的に「日本の外国人」の統計対象外であり、引き続きアメリカ合衆国に居住している扱いになる。2020年（新型コロナ蔓延）からは「日本赴任に際しては、検疫回避のために利用する事が推奨される」と在日アメリカ軍司令部から通達が出たという。